# Plaza Dorrego

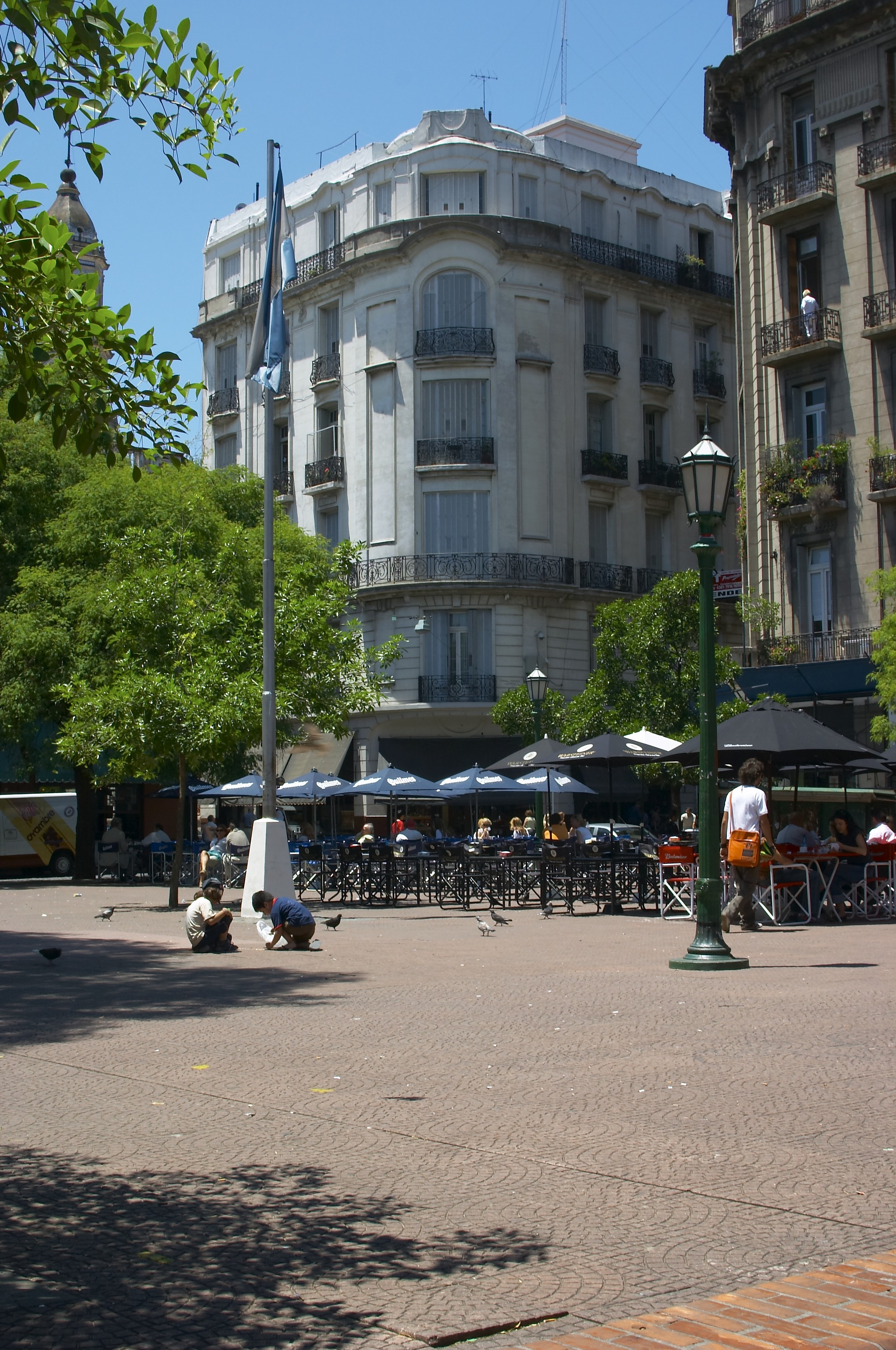
Plaza Dorrego.

Plaza Dorrego es el nombre con que popularmente se designa a la Plaza Coronel Manuel Dorrego. Se encuentra en el corazón del barrio de San Telmo, en Buenos Aires, Argentina y ocupa un cuarto de manzana. Está delimitada por las calles Humberto I° y Defensa y por dos cortadas: una paralela a Humberto I° llamada Bethlem, y otra paralela a Defensa con el nombre del bandoneonista y compositor de tango Anselmo Aieta.
Antiguamente a este lugar se lo denominaba Hueco del Alto o Alto de las carretas, pues era allí donde los carros tirados por bueyes se detenían antes de cruzar el arroyo Tercero del Sur (hoy calle Defensa y Pasaje San Lorenzo) en su trayecto al centro de la ciudad. Posteriormente su nombre cambió por Alto de San Pedro, y luego Plaza del Comercio (1822), entre otros. En 1900, el nombre de la plaza cambió por el actual.
Actualmente constituye uno de los principales paseos turísticos peatonales de Buenos Aires. A su alrededor se encuentran cafés, bares y pubs con sus mesas sobre la plaza; y también casas de antigüedades y artesanías. Abundan los shows de músicos y baile callejero, incluyendo exhibiciones de tango. Los domingos tiene lugar la Feria de antigüedades de San Pedro Telmo, "Arquitecto José María Peña", durante la cual la plaza Dorrego es ocupada por puestos de antigüedades y curiosidades que son recorridos por numerosos turistas tanto del país como del extranjero y que contribuyen a darle a esa zona del barrio una fisonomía muy particular.
Los edificios que se encuentran alrededor de la plaza mantienen su aspecto original gracias al apoyo de la Comisión del Museo de la Ciudad.
En 1978 la plaza fue declarada Lugar Histórico debido a que en su sitio el pueblo de Buenos Aires adhirió a la Declaración de independencia de la Argentina.

## Historia
En los primeros siglos de vida de Buenos Aires existían solares abandonados entre la escasa edificación de la ciudad a los que se denominaba huecos y que solían utilizarse como mercados, estacionamientos de carretas o vaciaderos de basura. Muchos de ellos fueron convirtiéndose con el tiempo en las principales plazas de la ciudad. Después de la Plaza Mayor, que era parte de la actual Plaza de Mayo el primer hueco que sirvió como mercado fue el Alto de las Carretas, hoy Plaza Dorrego, que ya existía en 1586. Dicha denominación se le dio porque las carretas hacían allí un «alto» o detención antes de entrar al poblado.
Esta parada obligada de las carretas tenía que ver con la geografía que tenía el lugar, muy diferente a la actual, en particular en cuanto a la existencia del pequeño arroyo o torrente denominado Zanjón de Granados, de Goyo Vieira, Zanja del Hospital o Tercero del Sur, y el lugar donde desaguaba el actual Riachuelo. En efecto, este último extendía, antes de su desembocadura, un brazo, hacia el nornoreste, que corría por donde hoy se hallan las dársenas de Puerto Madero, separado del Río de la Plata por un sedimentado banco de arena para finalmente verter sus aguas cerca del Fuerte (donde hoy se halla la Casa Rosada, fue mucho después que se formó la actual Boca del Riachuelo, que primitivamente se denominó Boca del Trajinista). Allí realizaban sus tareas de calafateo y de carena los carpinteros de ribera y albergaban sus barcos los patrones de lanchas que hacían el tráfico del río trayendo de Balizas gente y mercancías, puesto que a los buques de mucho calado les resultaba imposible acercarse a las costas. Es decir que el Riachuelo pasaba a unos pocos cientos de metros de la actual plaza. A su vez el mencionado Tercero del Sur desembocaba sobre este brazo del Riachuelo por donde hoy se encuentra la calle Chile, hasta que antes de finalizar el siglo XIX fue cegado. 
En 1734 don Ignacio Bustillo y Cevallos dona terrenos a la Orden Jesuítica con la expresa condición de que instalen en el Alto de San Pedro una Residencia o sea una casa de labores comunitarias. En la noche del 2 al 3 de julio de 1767, en cumplimiento de la Real Orden de expulsión el gobernador Francisco de Paula Bucarelli y Ursúa apresa y encierra ahí a los 42 padres jesuitas que hay en su jurisdicción. Para entonces los jesuitas tenían en su complejo de Nuestra Señora de Belén, una Casa de Ejercicios Espirituales, un colegio de primeras letras, un convento, un cementerio y estaba a medio terminar la iglesia de Nuestra Señora de Belén faltando solamente su cúpula central. Aparte habían comprado a Don Juan Conde el 18 de mayo de 1767, el terreno donde hoy está la plaza, quien a su vez lo había comprado el 14 de septiembre de 1758 al matrimonio formado por Pedro López Camelo y María de Ballesteros. Todos estos bienes pasaron a ser administrados por la Junta de Temporalidades.
El Cabildo resolvió en 1745 reservar para las carretas y descanso de bueyes el solar «...para que sirva de Plazuela para todo el vecindario de aquel barrio y desahogo de las carretas que van y vienen al riachuelo...». Sin embargo no se tomaron medidas en concreto.

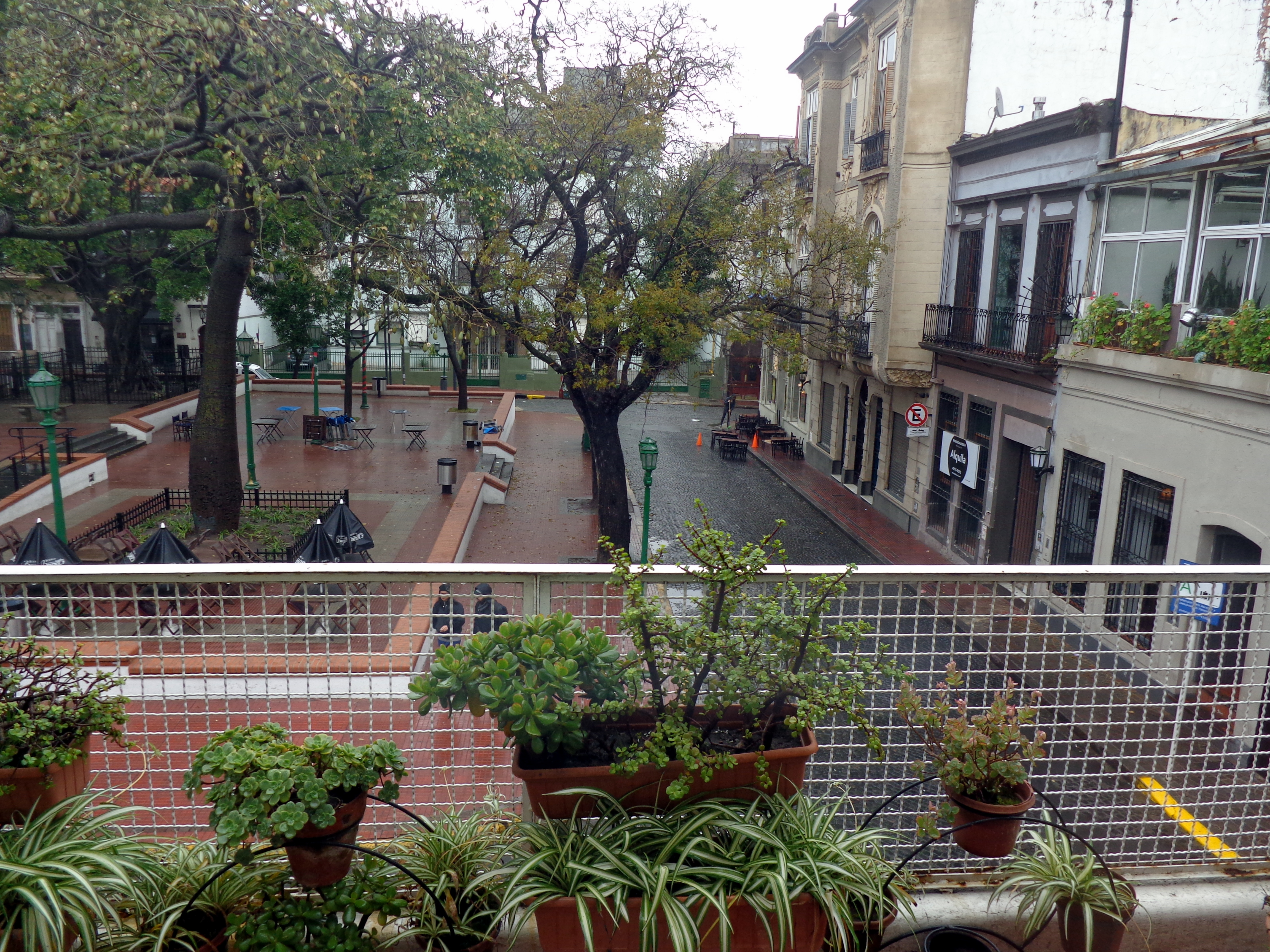
Vista desde la Fundación Forner Bigatti.

El 6 de octubre de 1783 un grupo de vecinos del Alto de San Pedro, asumiendo la representación de los novecientos habitantes del vecindario solicitan se erija plaza de abastos en el sitio perteneciente a los expulsos jesuitas ahora en poder de la Junta de Temporalidades señalando el impedimento que significa en tiempo de lluvias el Zanjón de Vieira o Zanja del Hospital para poder acceder al abasto de la Plaza Mayor. Al tomar vistas del expediente el procurador síndico general señala que los bienes de Temporalidades están para otras finalidades y que si los vecinos quieren el sitio deberán comprarlo. El 2 de diciembre de 1784 los vecinos otorgan poder ante escribano a Don Francisco Ignacio de Oliden para que su nombre compre el sitio para erigir plaza de abastos. El 10 de julio de 1786 en los portales del Cabildo y en pública almoneda don Francisco Ignacio de Oliden compra el terreno en nombre de los vecinos por un mil ciento cincuenta peso fuertes, gastando otros sesenta y dos pesos adicionales para retirar el cerco de tunas que circunda el terreno y arreglar el piso para que puedan acceder carretas y carretillas. A efectos de recaudar el dinero efectúa un prorrateo entre los vecinos en función a la utilidad que les reporta la nueva plaza, algunos vecinos no están de acuerdo y se inicia un juicio que durará hasta 1804.
En 1822 recibió la denominación de Plaza del Comercio y era el segundo mercado de importancia después de la Plaza Mayor.

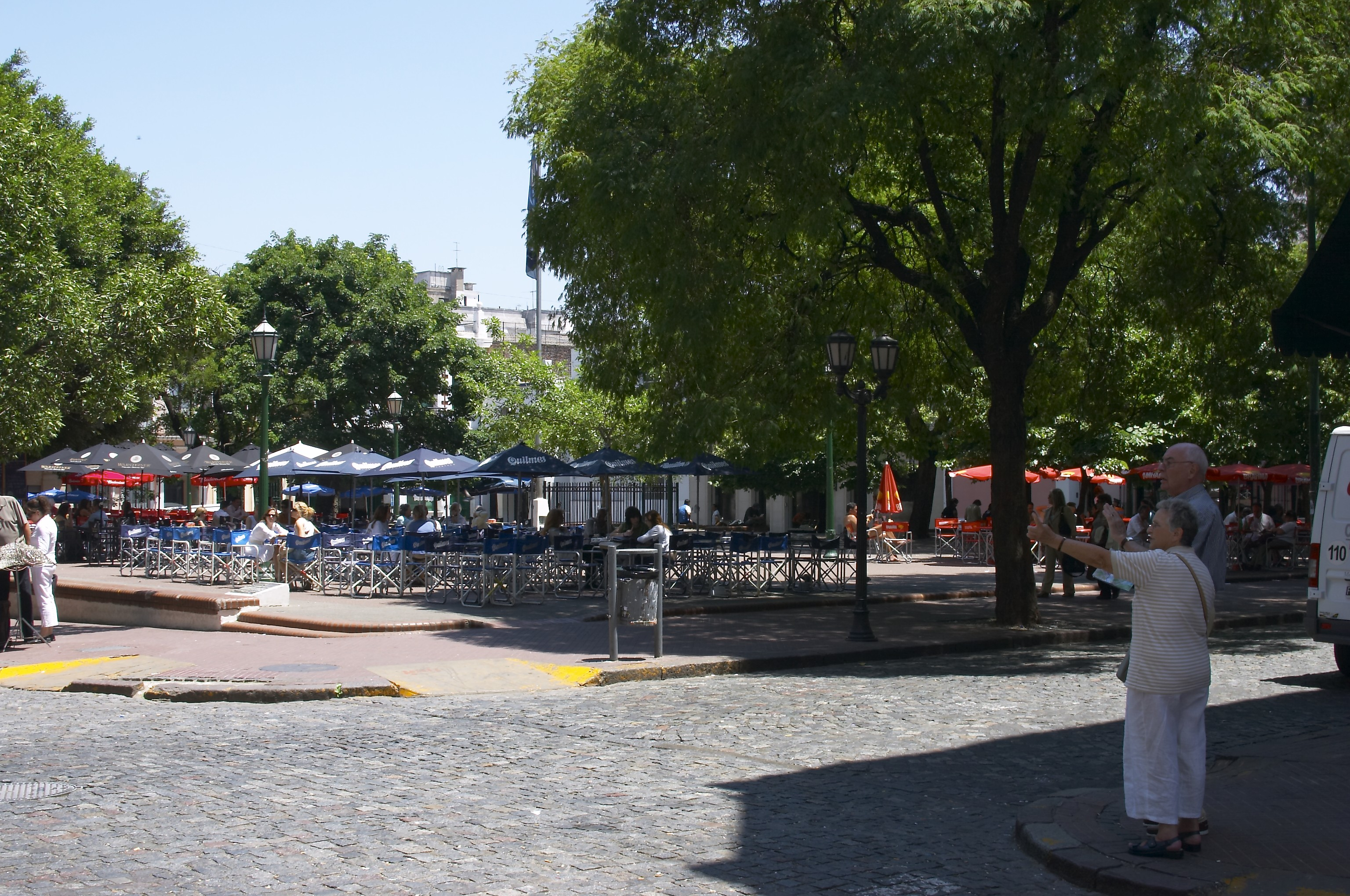
Tomar cerveza en algunas de las sillas colocadas por los bares es un constante de la plaza.

En 1861 se construyó allí el edificio del Mercado del Comercio, que fue el tercer mercado de abasto que construyó la Municipalidad. Tenía cuatro frentes que daban sobre las calles Defensa, Comercio (hoy Humberto I°) y los otros dos sobre lo que se conocía como «cortada Lanteri», porque enfrente del mercado se hallaba la destilería y fábrica de licores de don Antonio Lanteri. En la actualidad esta cortada se llama de Bethlem (que a su vez era el nombre que durante algún tiempo se le dio a Humberto Iº).
El mercado fue demolido en 1897 al inaugurarse el de San Telmo que aún existe en Defensa al 900. El lugar entonces se convirtió en una plaza con árboles, plantas y senderos. Por una ordenanza del 15 de mayo de 1900 comenzó a llamársele Plaza Coronel Manuel Dorrego, en honor a dicho militar.
Desde 1927 ocupó prácticamente toda su superficie el monumento de bronce Canto al Trabajo, de Rogelio Yrurtia, que tenía su «atellier» frente a la plaza. Pero en 1937 se lo trasladó a su emplazamiento actual, en la plazoleta Coronel Manuel Olazábal, en la intersección de las avenidas Paseo Colón e Independencia. La plaza quedó entonces convertida en un lugar abandonado en donde los vientos levantaban mucho polvo, por tal motivo la entonces Compañía Argentina de Electricidad consiguió el permiso para cementarla, ya que el polvo afectaba la actividad de su hospital, que se hallaba sobre la calle Humberto Iº al 400, donde aún el sindicato mantiene un policlínico.
En 1970 y por iniciativa, tres años antes, del arquitecto José María Peña, director del museo Arquitectónico de Buenos Aires, comenzó sus actividades los días domingos la Feria de San Pedro Telmo. En esta feria, que sigue funcionado los domingos, se venden principalmente antigüedades, piezas curiosas, libros raros, platería, artesanías, etc.
En octubre de 1978 la plaza fue declarada Lugar Histórico según decreto 2.272 debido a que en su sitio el pueblo de Buenos Aires adhirió a la Independencia en 1816. Efectivamente: La noticia de la proclamación de la Declaración de la Independencia en el Congreso de Tucumán del 9 de julio de 1816 se conoció en Buenos Aires dos meses después, y el 13 de septiembre de ese año se llevó a cabo en horas de la mañana un acto en la Plaza de Mayo. Por la tarde el acto siguió con el solemne juramento de fidelidad a la Independencia Nacional en la entonces Plaza del Comercio con una ceremonia en la que estuvieron presentes el director Supremo, Juan Martín de Pueyrredón, el presidente del Cabildo y las autoridades eclesiásticas. Una placa en mayólica sobre la pared de la calle Bethlem recuerda este acontecimiento.

## Descripción y usos en la actualidad
| Características de la Plaza Coronel Manuel Dorrego | |
| Forma:                                             | Cuadrada |
| Superficie:                                        | 2.219 m² |
| Longitud:                                          | Cada lado mide 47 m |
| Obras de arte:                                     | No posee |
| Infraestructura y equipamiento:                    | Iluminación y algunos bancos de piedra.                                                                                  |
| Especies arbóreas:                                 | Hay varios árboles, destacándose por sus tamaños un corpulento Gomeros (Ficus macrophylla) y un Palo borracho (Chorisia) |
| Otras características:                             | Plaza seca en sobre-nivel, sin monumentos, edificios o cerramientos.                                                     |
| Imagen de Plaza Dorrego en Google Maps             | |

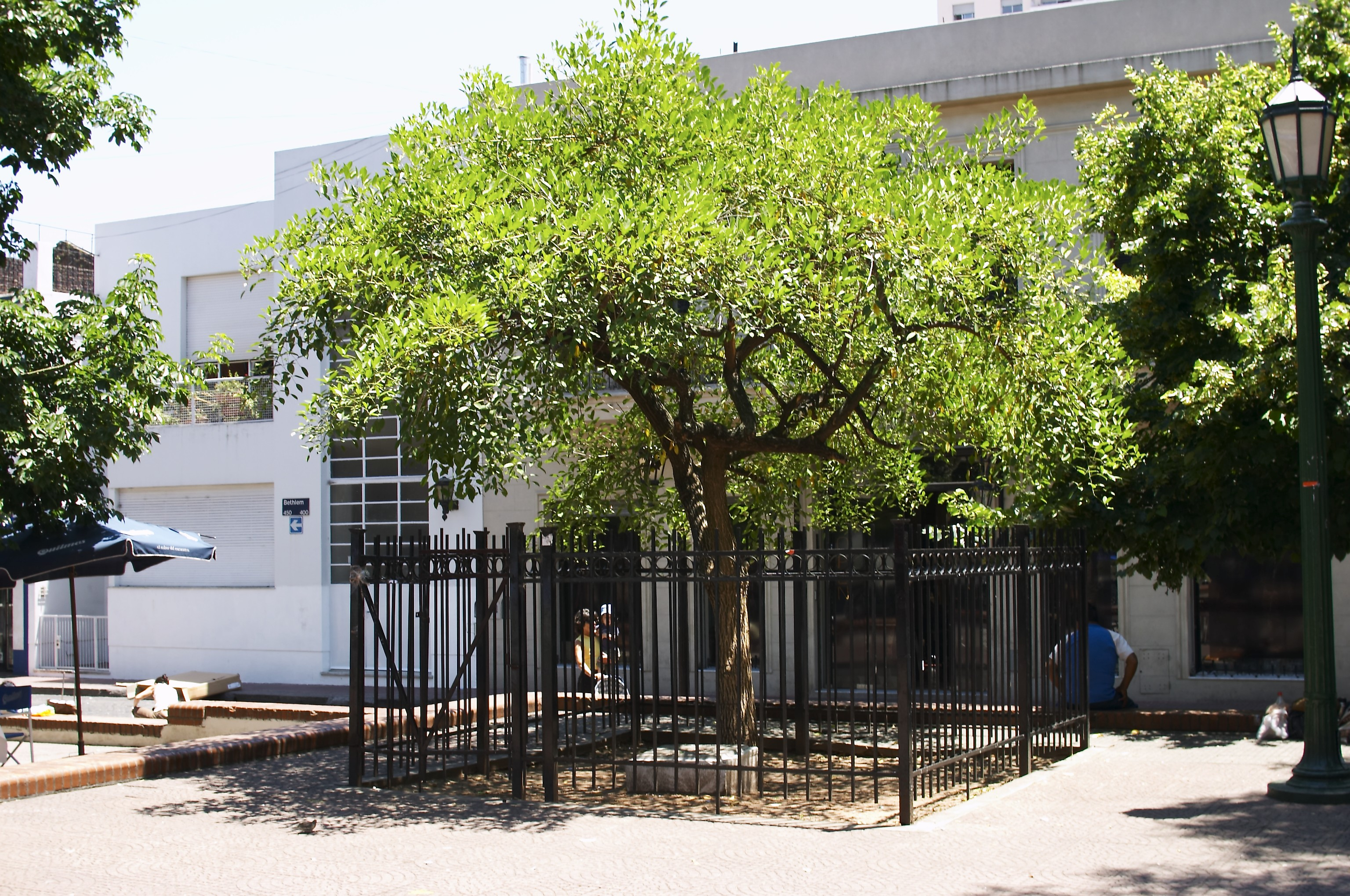
Árbol que recuerda la desaparición de la artesana Adelina Noemí Gargiulo.

Se trata de una plaza seca, con árboles pero sin ningún otro tipo de vegetación. Se halla circunscripta por unas paredes de no más de 50 cm de altura que obran como asientos, con sus consiguientes aberturas que permiten el acceso a la plaza. Además de unos pocos bancos de piedra se encuentran:
- Un pequeño aljibe decorativo.
- Un mástil con una placa conmemorando las bodas de plata de la Fuerza Aérea Argentina.
- Una placa colocada en el 2003 por el Gobierno de la Ciudad de Buenos Aires, junto a un pequeño árbol cercado, recordando la desaparición el 8 de julio de 1976, de Adelina Noemí Gargiulo, artesana de la plaza, víctima de la dictadura argentina de aquel entonces.

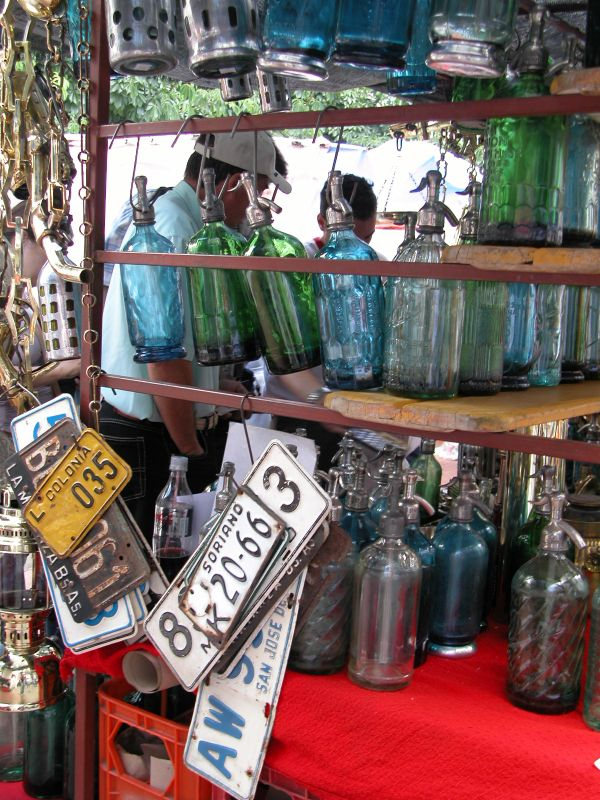
Puesto de venta de antigüedades.

Lo que hace atractiva y animada a la plaza son las actividades que se desarrollan tanto en ella como en las calles aledañas, todas adoquinadas y de poco tránsito automotor, y el hecho de que se encuentra en lo que puede considerarse el corazón del San Telmo histórico, donde revive los domingos como el mercado al aire libre que alguna vez fue, gracias a la llamada Feria de San Telmo, con sus más de 270 puestos que venden fundamentalmente obras de arte y antiguos objetos de uso cotidiano. 
El 9 de octubre de 2006 se realizó en ella el lanzamiento del Foro de Afrodescendientes y Africanos en la Argentina, organizado por el INADI, (Instituto contra la Discriminación, la Xenofobia y el Racismo) y el FOAARA (Federación de Organizaciones de Afrodescendientes y Africanos en la República Argentina). Entre otros actos se realizó un espectáculo de Capoeira de Angola (artes marciales) mientras se escuchaba a la comparsa de tambores Bonga.

## El entorno

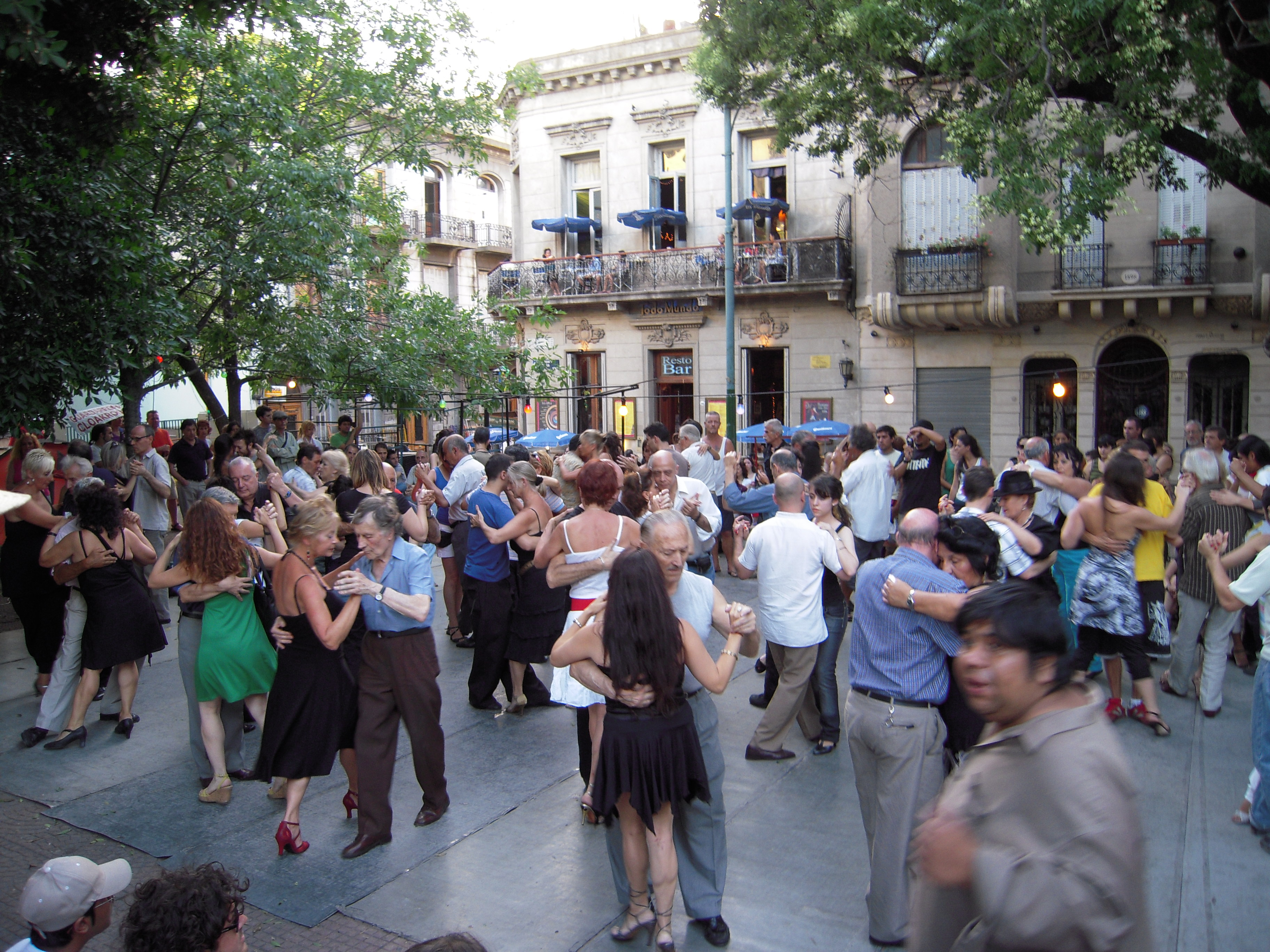
Bailando tango un sábado.

La rodean característicos edificios de fines del siglo XIX y principios del XX de no más de tres pisos, que albergan cafés, restaurantes y pubs; varios con sus mesitas, sillas y sombrillas sobre la plaza, y que la convierten por las noches en un sitio muy animado. En la esquina de Defensa y Humberto I se encuentra un tradicional café fundado en 1870 y en el que en 1889 la Unión Cívica designó presidentes honorarios al general Bartolomé Mitre y al doctor Leandro N. Alem, siendo presidente de la parroquia el señor Matías Zapiola. En la esquina opuesta, se instaló a fines de 2011 una sucursal de la cadena cafetera norteamericana Starbucks, ambientado con decoración de época, vitrales y mobiliario de madera.
También se hallan en su entorno negocios de anticuarios, en particular en la galería comercial que se encuentra sobre Defensa y Bethlem, en el solar que ocupó la casa de Domingo French. Además pueden visitarse los ateliers de artistas, orfebres, fileteadores y plásticos, y disfrutar de los artistas callejeros que se hallan sobre las veredas, como las estatuas vivientes, los bailarines de tango y los músicos.
A 50 m al este de la plaza, sobre la calle Humberto I, se encuentra el conjunto jesuita constituido por la Iglesia de Nuestra Señora de Bethlem, Parroquia de San Pedro Telmo, y el Museo Penitenciario Antonio Ballve, que aún alberga la capilla de Nuestra Señora del Carmen, construida en 1734, y un oratorio jesuita. Frente a este conjunto se encuentra la Escuela Guillermo Rawson, en un edificio de estilo neo-colonial, en el sitio donde funcionara la primera escuela de medicina de Buenos Aires, con sus dos enormes magnolias centenarias, plantadas por sacerdotes betlemitas cuando se instalaron en el lugar hacia 1800.